# معهد ماكس بلانك للفيزياء

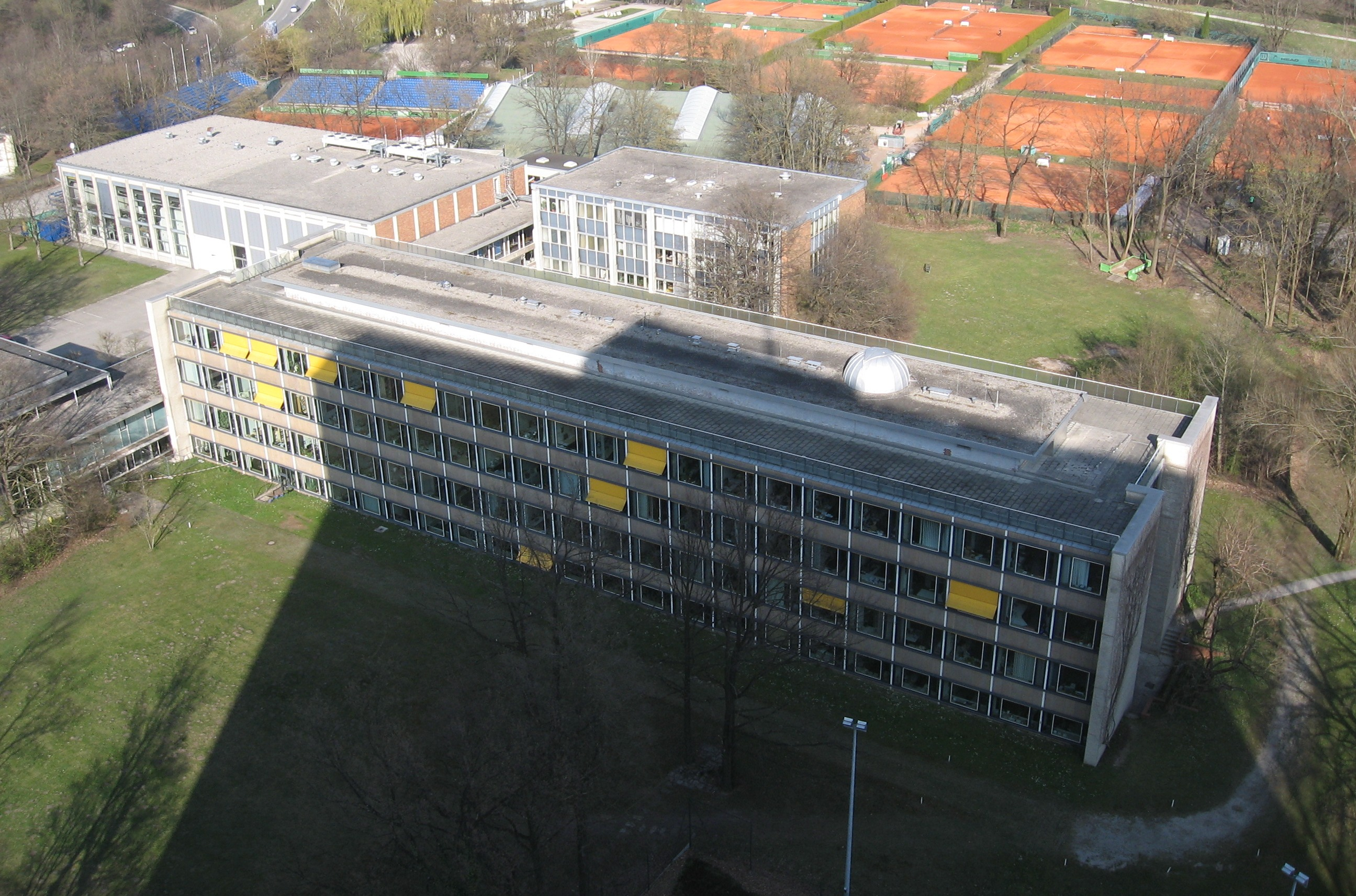
منظر جوي لمعهد ماكس بلانك للفيزياء، وتظهر فيه قاعة الاجتماعات إلى اليسار، وقاعة المحاضرات إلى اليمين

معهد ماكس بلانك للفيزياء (بالألمانية: Max-Planck-Institut für Physik)، ويعرف أيضًا باسم معهد فيرنر هايزنبيرغ (بالألمانية: Werner-Heisenberg-Institut)، نسبة إلى أول عالِم تولى إدارته في موقعه الحالي، كما عُرف سابقًا باسم معهد القيصر فيلهلم للفيزياء (بالألمانية: Kaiser-Wilhelm-Institut für Physik) هو معهد أبحاث تابع لجمعية ماكس بلانك. مقره مدينة ميونخ الألمانية، ويختص بفيزياء الجسيمات وفيزياء الجسيمات الفلكية.
ولدت فكرة إنشاء المعهد سنة 1914، على أيدي كل من فريتز هابر وفالتر نيرنست وماكس بلانك وإميل فاربورغ وهاينريش روبنز، إلا أن المعهد لم يُفتتح رسميًا (تحت اسم معهد القيصر فيلهلم للفيزياء) إلا في 1 أكتوبر 1917. كان المقر الأول للمعهد في برلين، وكان ألبرت أينشتين هو مديره الأول.
شارك المعهد في تجارب برنامج التسلح النووي الألماني في الفترة من 1933 إلى 1942، وبعد عام من انتهاء معارك الحرب العالمية الثانية في أوروبا، انتقل المعهد إلى غوتنغن وغُير اسمه إلى معهد ماكس بلانك للفيزياء، وظل هايزنبيرغ (الذي كان يديره منذ سنة 1942) مديرًا إداريًا له. وفي سنة 1946، انضم كارل فريدريش فون فايساكر إلى هيئة العاملين بالمعهد وصار مديرًا لقسم الفيزياء النظرية، وانضم إليه كارل فيرتز وصار مديرًا لقسم الفيزياء التجريبية.
وفي سنة 1955، قررت إدارة المعهد نقله إلى ميونخ، وسرعان ما شرعت في إنشاء مبناه الحالي، الذي صممه المعماري الألماني سب روف، وانتقل المعهد إلى المقر الحالي في 1 سبتمبر 1958، وغير اسمه إلى معهد ماكس بلانك للفيزياء والفيزياء الفلكية، وكان هايزنبيرغ بعد مديرًا إداريًا له. وفي سنة 1991، انقسم المعهد إلى معهد ماكس بلانك للفيزياء ومعهد ماكس بلانك للفيزياء الفلكية ومعهد ماكس بلانك لفيزياء خارج الأرض.

## وصلات خارجية
- الموقع الرسمي للمعهد (بالألمانية)

```
(بالإنجليزية)
```